# 泛阿拉伯航空
泛阿拉伯航空（英語：Trans Arabia Airways）是一家總部設於科威特城的航空公司，在1964年被併入科威特航空。

## 歷史
泛阿拉伯航空在1959年9月開通貝魯特—科威特城航線，由一架道格拉斯DC-4營運，該飛機前身屬於澳洲國家航空。不久後，泛阿拉伯航空從星際航空（Starways）租借一架DC-4來加強這航線。1960年3月，航空公司临时訂購2架AW660大商船運輸機，可是這2架飛機從未付運，而是改為轉訂3架道格拉斯DC-6B。
截至1964年4月，泛阿拉伯航空在中東地區已有7個航點，包括巴林、貝魯特、開羅、大馬士革、多哈、吉達、耶路撒冷，此外另有3個歐洲航點，包括倫敦、法蘭克福和羅馬。泛阿拉伯航空在這月份被併入至科威特航空:855。